# Psykedelisk metal
Psykedelisk metal (også kaldet metal psykedelia, stoner rock eller stoner metal). er en undergenre af heavy metal som også bruger elementer fra psykedelisk rock, støjrock, NWOBHM, progressiv metal, doom metal og blues rock.

## Se Også
- Avantgarde metal
- Progressiv metal
- Teknisk dødsmetal